# Nuoto per salvamento ai Giochi mondiali 2022 - 200 m super lifesaver femminile
La gara dei 200 m super lifesaver femminile di nuoto per salvamento ai Giochi mondiali 2022 si è svolta il 10 luglio 2022 a Birmingham. Il programma non prevedeva turni preliminari ma solamente la finale.

## Risultati
| Pos | Atleta                                 | Nazione  | Tempo   |
| --- | -------------------------------------- | -------- | ------- |
|     | Magali Rousseau                        | Francia  | 2:21.69 |
|     | Paola Lanzilotti                       | Italia   | 2:21.82 |
|     | Silvia Meschiari                       | Italia   | 2:23.66 |
| 4   | Bo Van De Plas                         | Belgio   | 2:25.57 |
| 5   | Alica Gebhardt                         | Germania | 2:29.30 |
| 6   | Nuria Payola Anglada                   | Spagna   | 2:31.49 |
| 7   | Maria Rodriguez Rodriguez de la Sierra | Spagna   | 2:32.57 |